# Astérix et la Transitalique
Astérix et la Transitalique est le trente-septième album de la bande dessinée Astérix, publié le 19 octobre 2017, scénarisé par Jean-Yves Ferri, dessiné par Didier Conrad et mis en couleurs par Thierry Mébarki.

## Résumé
Accusé devant le sénat de passer sa vie dans les orgies et de ne pas s'occuper des routes, Lactus Bifidus, sénateur responsable des voies romaines, réfute l'accusation et, pour prouver le bon état du réseau routier, propose d'organiser la première Transitalique, course de chars qui traversera l'Italie, de Modica (Monza) jusqu'à Neapolis (Naples), et à laquelle pourront participer tous les peuples du monde connu. À cette nouvelle, Jules César vient le féliciter, mais lui ordonne secrètement de faire en sorte que ce soit un Romain qui gagne — car en dépendent le prestige de Rome et l'unité des peuples de la péninsule italique, qu'il a bien du mal à gérer —, faute de quoi Bifidus sera exilé en Cyrénaïque.
Plus tard, alors qu'Astérix et Obélix accompagnent Agecanonix qui doit se faire arracher une dent à la foire de Darioritum (Vannes), une sibylle prédit à Obélix qu'il sera aurige et recevra le titre de champion. Obélix achète donc un char de course et exprime le souhait de participer à la course transitalique annoncée. De retour au village, Astérix et Abraracourcix essaient de convaincre Obélix de renoncer à son projet, en vain. Comme les participants doivent constituer des équipes de deux, Astérix est désigné pour être le copilote. Les deux héros partent avec leur char pour Modica.
Sur place, ils croisent leurs concurrents bretons, lusitaniens, koushites, belges, sarmates, cimbres, goths, grecs, normands, helvètes, arabes, assyriens, étrusques, ligures, calabrais, et même pirates, ainsi que le mystérieux champion romain masqué Coronavirus, donné favori. Lors du départ, les auriges s'élancent, mais Obélix et Astérix provoquent un carambolage après avoir perdu Idéfix, puis prennent la mauvaise direction et se retrouvent à Venexia (Venise), où ils font demi-tour. Ils arrivent enfin à la première étape, Parma (Parme), parmi les derniers. Le lendemain, les auriges repartent pour Florentia (Florence). Obélix et Astérix croisent des vignerons, et prennent des raccourcis pour arriver à Sena Julia (Sienne). À l'auberge, Obélix surprend Bacillus, le copilote de Coronavirus, recevant de l'argent pour faire gagner le Romain.
Le lendemain, les auriges roulent en Ombrie. Astérix et Obélix déclenchent une bagarre à un barrage, aident leurs concurrentes koushites à réparer une roue, et ont une explication musclée avec les Cimbres, Zérøgluten et Bétåkårøten, qui ont triché (chars des concurrents trafiqués, huile répandue sur la voie, bornes déplacées…) Les deux hommes, en réalité des esclaves de Bifidus chargés de faire gagner Coronavirus, apprennent à Astérix et Obélix que les chevaux du champion sont changés à son insu à chaque étape, ce qui provoque la colère des Gaulois. Arrivés à Tibur (Tivoli), ils se rendent dans la villa de Bifidus et y trouvent Coronavirus, qui, dupé par son copilote Bacillus, dévoile son identité (il s'appelle Testus Sterone), affirme son innocence et abandonne la course. Bifidus s'enfuit à Rome auprès de César qui, apprenant la nouvelle, le déporte en Cyrénaïque.
À Tibur, une bonne ambiance règne à présent entre les concurrents, les tricheurs ayant été démasqués et le favori disqualifié. Tous repartent pour Neapolis (Naples). Astérix et Obélix, à présent donnés favoris, cassent une roue, mais sont sauvés par Crésus Lupus, fabricant de garum et sponsor de la course, qui, en échange de la réparation du char, leur propose d'utiliser l'image d'Obélix pour sa publicité. Les Gaulois croisent ensuite à nouveau dans la course celui qu'ils croient être Coronavirus. À l'arrivée, le Vésuve voisin entre en éruption, et un rocher tombe sur la route : Obélix le renvoie sur le cratère pour le reboucher, calmant le volcan. Le pseudo-Coronavirus casse une roue, et, en colère, enlève son masque : c'est Jules César en personne, qui voulait sauver l'honneur de Rome. Obélix et Astérix gagnent finalement la course.
Magnanime et beau joueur, César remet donc la coupe transitalique aux Gaulois, qui la donnent aux Koushites, qui la passent aux Sarmates, qui la passent aux Grecs, qui la passent enfin aux Lusitaniens, derniers de la course, mais opiniâtres, car ils ont réussi à terminer la Transitalique avec un char toujours en panne.
De retour au village, Astérix et Obélix fêtent leur victoire avec les Gaulois lors d'un banquet final, où tous goûtent les spécialités culinaires et le garum que les deux champions ont rapportés d'Italie.

## Personnages principaux
- Les habitants du village gaulois, dont : 
  - Astérix, guerrier,
  - Obélix, livreur de menhir,
  - Idéfix, chien d'Obélix,
  - Agecanonix, vieillard,
  - Abraracourcix, chef du village,
  - Panoramix, druide,
  - Cétautomatix, forgeron,
  - épouse d'Agecanonix,
  - Bonemine, épouse d'Abraracourcix,
  - Assurancetourix, barde,
  - Ordralphabétix, poissonnier,
  - Iélosubmarine, poissonnière, épouse d'Ordralphabétix ;
  - épouse de Cétautomatix ;
- Courjus, dépanneur romain de chars ;
- Thermocumulus, sénateur romain ;
- Lactus Bifidus, sénateur romain, responsable des voies romaines ;
- Mozzarella, épouse de Bifidus ;
- Jules César, imperator romain ;
- Reflus, garde de César ;
- la sybille à la foire de Darioritum ;
- Bioétix, arracheur de dents à la foire de Darioritum ;
- Pocatalitix et Calandra, vendeurs de chars à la foire de Darioritum ;
- journaliste romain ;
- Madmax et Écotax, auriges bretons ;
- Solilès et Pataquès, auriges lusitaniens ;
- Niphéniafer et Toutunafer, princesses du royaume de Koush, auriges koushites ;
- Coronavirus, aurige romain masqué, favori de la course ;
- Bacillus, aurige romain, copilote de Coronavirus ;
- Barbe-Rouge et Baba, pirates, auriges ;
- Dolcevita et son mari, voyageurs romains ;
- un Vénète sur une gondole ;
- aubergiste de Parma ;
- Nonantesix et son copilote, auriges belges ;
- Oliounidislov et Ogouguimov, auriges sarmates ;
- Zérøgluten et Bétåkårøten, auriges cimbres ;
- Gymtonic et son copilote, auriges goths ;
- Purmérinos et Calendos, auriges grecs ;
- Trodtaf et Ripilaf, auriges normands ;
- deux rebelles ombriens, dont Érasmus ;
- Lebolos, journaliste grec pour Sparte-Matin ;
- Vivajuventus, journaliste ligure pour Le Buccin Ligure ;
- Osdusmic, journaliste goth pour Le Pari Goth ;
- Crésus Lupus, fabricant de garum, sponsor de la course transitalique.

## Analyse

### Scénario
À part Rome (Astérix gladiateur et Les Lauriers de César), Astérix et Obélix n'avaient encore jamais visité l'Italie. Ils traversent ici la péninsule de ville en ville lors d'une course de chars avec étapes — ce qui n'est pas sans rappeler la trame de Le Tour de Gaule d'Astérix de 1965. Mais cette fois ils ne voyagent pas seuls : ils font la course avec d'autres auriges, de diverses nationalités, ce qui leur permet de découvrir — en plus de l'Italie et de ses peuples (Étrusques, Ligures, Vénètes, Ombriens…) — d'autres étrangers, dont certains encore jamais croisés : Koushites, Sarmates, Cimbres… L'album est riche de références et d'allusions en tous genres, aussi bien sur les origines des concurrents que sur l'Italie.

### Personnages
Cet album propose un panel de nationalités et de compositions de noms afférents. Certaines sont déjà apparues dans la série (Grecs, Bretons…), mais on trouve des inédits (Sarmates, Koushites…). Les auteurs perpétuent la tradition de la série en adaptant les phylactères de certains peuples en fonction de leur alphabet. Enfin la plupart des concurrents de la course possèdent un char dont l'esthétique évoque leur nationalité (par exemple, un char avec un coq gaulois pour Astérix et Obélix).

#### Concurrents de la course
- Obélix et Astérix, auriges gaulois, sur un char en forme de coq gaulois tiré par quatre chevaux volés dans un camp romain ;
- Madmax et Écotax, auriges bretons (anglais), sur un char en forme de lion tiré par quatre chevaux ;
- Solilès et Pataquès, auriges lusitaniens (portugais), sur un char en forme de poisson tiré par quatre chevaux ; leur char est toujours en panne ;
- Niphéniafer et Toutunafer, princesses du royaume de Koush (royaume africain au sud de l'Égypte - "africain" se dit en latin afer, d'où le noms des personnages), auriges koushites, sur un char en forme de guépard tiré par quatre zèbres ; tels les Égyptiens de la série, elles s'expriment en hiéroglyphes ;

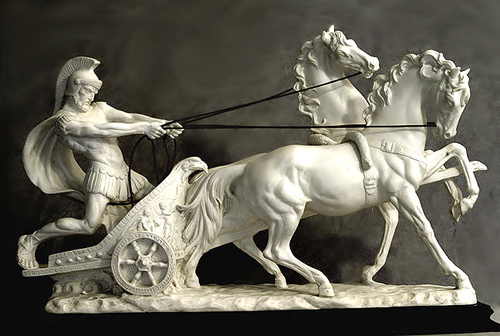
L'aurige Dioclès.

- Coronavirus et Bacillus, auriges romains, sur un char en forme d'aigle impérial tiré par quatre chevaux ; Coronavirus, mystérieux aurige masqué, est le favori de la course, présenté comme « le champion aux 1462 victoires », allusion à Dioclès, le plus grand champion de la Rome antique qui a remporté « 3000 victoires dans les courses de biges et 1462 dans des courses de quadriges ou d'attelages plus importants encore »[3] ;
- Barbe-Rouge et Baba, auriges pirates, sur un char en forme de bateau tiré par trois chevaux ;
- Nonantesix et son copilote, auriges belges ; le nom de Nonantesix fait référence au mot « nonante » que les Belges emploient pour dire « quatre-vingt dix ».
- Oliounidislov et Ogouguimov, auriges sarmates (peuple d'Europe de l'est, représentant ici les Russes modernes de l'époque soviétique), sur un char en forme d'ours tiré par trois chevaux ; dans leurs phylactères, certaines lettres sont dessinées en miroir (E, F, N, R remplacées par Ǝ, ꟻ, И, Я), ce qui évoque l'alphabet cyrillique ;
- Zérøgluten et Bétåkårøten, auriges cimbres (danois), sur un char en forme de renne tiré par quatre chevaux ; saboteurs à la solde de Bifidus ; comme les Vikings habitant l'actuel Danemark que rencontrent les Gaulois dans La Grande Traversée, leurs phylactères sont composés de lettres utilisées dans les pays nordiques : le « Ø » (O barre oblique) et le « Å » (A rond en chef) : tandis que les Gaulois ne parvenaient pas à communiquer avec les Vikings, ils arrivent parfaitement à comprendre les Cimbres ; ces derniers avouent être des esclaves du sénateur Lactus Bifidus , occasion de jeux de mots avec le paronyme « timbre » et son champ lexical : « nous faisons partie de sa collection de Cimbres », « il nous rentabilise car le prix du Cimbre a beaucoup augmenté », « en échange Bifidus avait promis de nous affranchir » « non-affranchis, ils n'iront pas loin ! » ;
- Gymtonic et son copilote, auriges goths, sur un char en forme de loup tiré par quatre chevaux ; comme les autres Goths dans la série, il s'exprime avec des caractères gothiques ; les chevaux de son char, à Modicia, marchent au pas de l'oie, comme l'armée allemande ;
- Purmérinos et Calendos, auriges grecs, sur un char en forme de bélier tiré par quatre chevaux ;
- Trodtaf et Ripilaf, auriges normands, sur un char en forme de drakkar tiré par quatre chevaux ;
- auriges helvètes, sur une luge tirée par un seul cheval ;
- auriges arabes, sur un char tiré par deux dromadaires ;
- auriges assyriens (aux barbes soignées), sur un char en forme de taureau tiré par quatre chevaux ;
- auriges étrusques, sur un char tiré par quatre chevaux ;
- auriges ligures, sur un char tiré par quatre chevaux ;
- auriges calabrais, sur un char tiré par quatre chevaux ;
- auriges sur un char orné d'une tête de mort ailée, parodiant les Hells Angels (ceux qui font des grimaces aux Gaulois).

#### Romains, journalistes
- Lactus Bifidus, sénateur romain responsable des voies romaines, et organisateur de la course transitalique ; César dit à un moment « Bifidus, sois actif », allusion à la marque de yaourts Activia ;
- Journalistes romain, ligure, étrusque, calabrais (planches 10-11) ;
- Lebolos, journaliste grec pour Sparte-Matin ;
- Vivajuventus, journaliste ligure pour Le Buccin Ligure ; il ressemble bizarrement à Lactus Bifidus (planche 38) ; un buccin est un instrument de musique à vent de la famille des cuivres, d'origine étrusque et en usage dans l'armée romaine antique ;
- Osdusmic, journaliste goth pour Le Pari Goth, dont le nom est homophone de « Parigot ».

#### Caricatures
Cet album présente un nombre record de caricatures de célébrités, essentiellement italiennes :
- le journaliste romain qui interviewe Lactus Bifidus a les traits du journaliste français Jean-Jacques Bourdin (planche 10) (« Un instant ! Qui finance ? Les Romains ont le droit de savoir ! ») ;
- les princesses koushites Toutunafer et Niphéniafer (planche 11) ont les traits des sœurs Serena et Venus Williams, joueuses de tennis américaines ;
- un des journalistes (planches 11 et 18) reprend les traits de l'acteur italien Roberto Benigni et un autre ceux de l'acteur Bud Spencer ;
- Luciano Pavarotti, ténor italien (planche 18), est caricaturé en aubergiste de Parma, chantant le matin à la place du coq pour signaler le départ des concurrents (le « chicchirichì » qu'il chante est l'équivalent italien du « cocorico » français, deux onomatopées traduisant le chant du coq) ;
- un vieil homme barbu dessinant une mosaïque dans le public rappelle Léonard de Vinci (planche 22) ;
- une jolie femme à sa fenêtre (planche 24), et à qui Astérix et Obélix demandent leur chemin, a les traits de La Joconde ; elle les suit du regard, sans parler ni bouger ;
- une jeune femme vêtue d'une robe rose et portant une corbeille de raisins (planche 24) parmi les vendangeurs ressemble à l'actrice Monica Bellucci ;
- Coronavirus arbore le physique d'Alain Prost, pilote automobile français (planche 35). Il s'appelle en réalité Testus Sterone, franc et honnête « comme tout le monde chez lui en Sicile ». Quand son infâme copilote Bacillus lui parle de sa belle villa à Capri, il lui rétorque « Pour moi, Capri, c'est fini ! », évoquant la chanson Capri c'est fini du chanteur Hervé Vilard ;
- la serveuse dans l'auberge-relais de Tibur (planche 37) a les traits de l'actrice Sophia Loren ;
- le producteur de garum (condiment romain) et sponsor de la course, Crésus Lupus, rappelle Silvio Berlusconi dans un rôle de parrain (planche 40), proposant son aide aux deux Gaulois en leur faisant une offre qu'ils ne peuvent pas refuser (allusion à une réplique du film Le Parrain).

### Lieux visités et références culturelles
Lieux visités
Cet album est l'occasion pour les auteurs de montrer de nombreuses villes (presque toutes situées en Italie), et de mélanger avec malice caractéristiques antiques et actuelles.

#### Rome

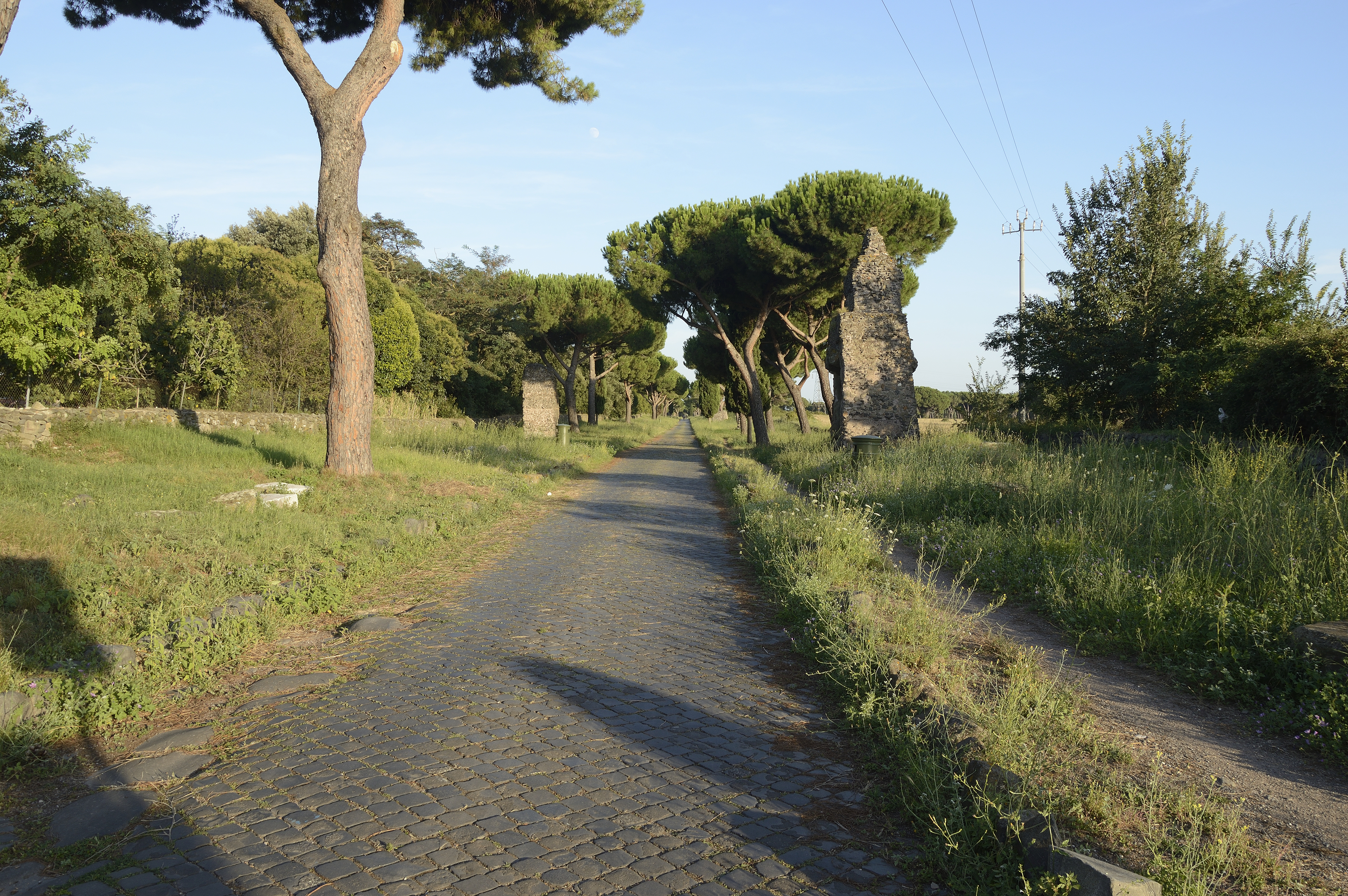
La voie Appienne près de Rome.

Seule ville mentionnée dans l'histoire que les héros ne visitent pas, Rome sert de point de départ de l'intrigue. On y aperçoit le réseau de voies romaines (peut-être la Voie Appienne), qui fait la fierté de la République, élément indispensable à son maintien et son extension. La vaste étendue de ce réseau est probablement à l'origine du proverbe « tous les chemins mènent à Rome » ; ce proverbe est parodié dans la première case, où une borne indique « Rome » dans deux directions opposées. Sa vétusté au début de l'aventure est l'un des sujets traités par le Sénat, qui se réunit habituellement dans un temple. Celui représenté ici comporte une statue de la Louve capitoline, appartenant à la légende fondatrice de Rome, sur le socle de laquelle est inscrit le sigle « SPQR », pour Senatus populusque romanus (« Le Sénat et le peuple romain ») — devise de la République romaine exprimant l'union du sénat et du peuple. Ce sigle est parodié dans les éditions italiennes de la série en Sono pazzi questi Romani, traduction de la phrase culte : « Ils sont fous, ces Romains ! ». Le chiffre romain VII sur la borne fait allusion à la Nationale 7, route des vacances chantée par Charles Trenet.

#### Darioritum (Vannes)
Agecanonix se rend à Darioritum (Vannes), ville gauloise, afin de faire soigner sa dent à la Foire Itinérante de l'Artisanat Celte (parodiant la Foire internationale d'art contemporain, dite FIAC).

#### Modicia (Monza)
Après être passés par Lugdunum (Lyon, déjà visitée lors du Tour de Gaule), les Gaulois rejoignent le point de départ de la course à Modicia (Monza), ville de l'actuelle Lombardie, non loin de Milan — aujourd'hui célèbre pour le Grand Prix d'Italie de Formule 1, qui se déroule sur le circuit Autodromo Nazionale di Monza. Peu après le départ, les concurrents croisent en sens inverse deux Romains juchés sur un « char de type vespa », comme l'explique une note présente sur le storyboard de la vignette illustrant cette scène.

#### Venexia (Venise)

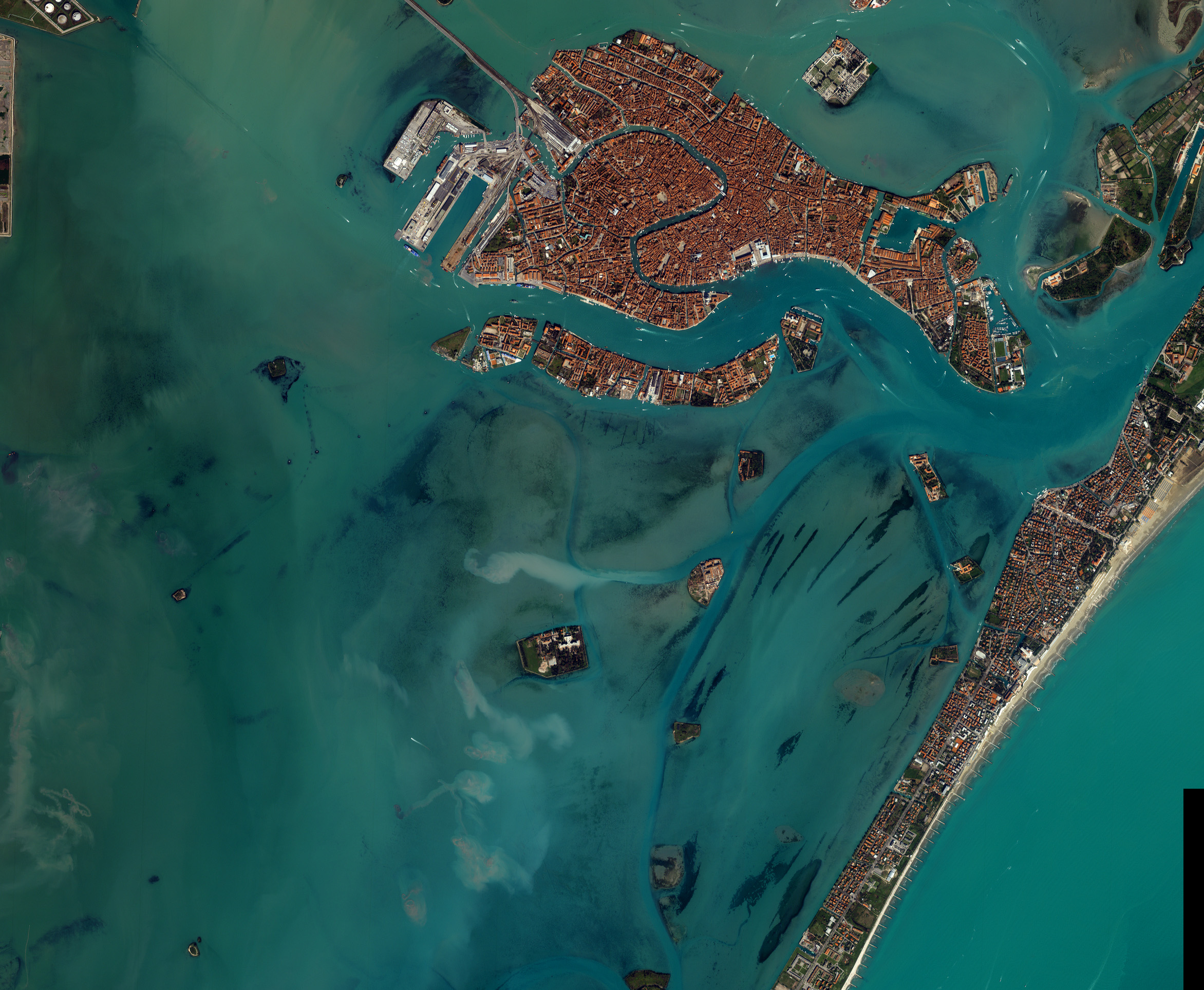
Venise et sa lagune vue du ciel (2 avril 2001).

À la suite d'une erreur de parcours, certains concurrents se retrouvent au milieu d'une lagune, occupée par les Vénètes. Ce peuple du nord-est de l'Italie — à ne pas confondre avec l'homonyme précédemment cité pour Vannes — a donné son nom à la région de Vénétie, ainsi qu'à la ville de Venexia (Venise), où arrivent les Gaulois.
Les Vénètes s'affairent à construire leur cité, ensemble de maisons en bois sur pilotis, tenant difficilement debout, au milieu de marécages et de moustiques réjouis par l'arrivée des touristes. Les habitants partagent leur temps entre la (re)construction de leur cité, l'éternel écopage de leurs maisons et la navigation en gondoles inondées. Le gondolier avec qui discutent les Gaulois leur explique les problèmes liés à la lagune vénète ; il se penche sur sa rame de telle sorte qu'Obélix lui demande si « tous les Italiques se penchent ainsi » — allusion à la police typographique italique, inventée à Venise en 1499 par Francesco Griffo, dont les caractères sont inclinés vers la droite. Puis, ce même Vénète invite les concurrents malchanceux à une fête lacustre, où tout le monde sera déguisé, préfiguration du Carnaval de Venise.
Quand les Gaulois repartent, une borne « kilométrique » porte la mention d'Oderzo : cette ville de Vénétie serait à l'origine du patronyme d'Albert Uderzo, dessinateur de la série, d'origine italienne.

#### Parma (Parme)
Pour leur première nuit, les coureurs se retrouvent à Parma (Parme), ville de la région d'Émilie-Romagne, dans une auberge relais. Celle-ci est meublée de chaises aux formes étonnantes, réalisées par un excellent artisan de Mediolanum (Milan), qui fait aussi des braies — ce qui rappelle le rôle important de la ville actuelle dans le monde du design et de la mode. L'aubergiste sert à ses clients la spécialité locale : du jambon de Parme (prosciutto di Parma) coupé en tranches. Ce qui fait dire à Obélix, trouvant cela ridicule : « Pourquoi pas du fromage en poudre, tant qu'on y est ? » — la région étant également connue pour son parmigiano reggiano (le « parmesan »), fromage à pâte pressée cuite qui peut se trouver sous forme de poudre ou de lamelles.

#### Florentia (Florence)
L'étape suivante se déroule à Florentia (Florence), ville d'art située en Toscane — emblématique de la Renaissance italienne — où l'on vient de loin pour admirer son architecture moderne et ses statues. Tout y est si beau que l'on peut y éprouver « des vertiges et des sueurs froides », d'après les dires de Panoramix. Ce sont les signes du syndrome de Florence, ou syndrome de Stendhal, phénomène rare ressenti et décrit par l'écrivain français, qui, en présence de ce foisonnement de chefs-d'œuvre, en finit épris et malade à la fois, comme tant d'autres touristes découvrant la ville. Idéfix est d'ailleurs victime de cette pathologie, au point qu'il en perd connaissance sur le char.
Quittant Florence, les Gaulois traversent la campagne toscane. Ils y aperçoivent, assise derrière une fenêtre, une dame brune souriante, dont les charmes ne laissent pas Astérix indifférent, à tel point qu'il a l'impression qu'elle le suit du regard : elle est le portrait vivant de Mona Lisa, peinte par Léonard de Vinci dans La Joconde.

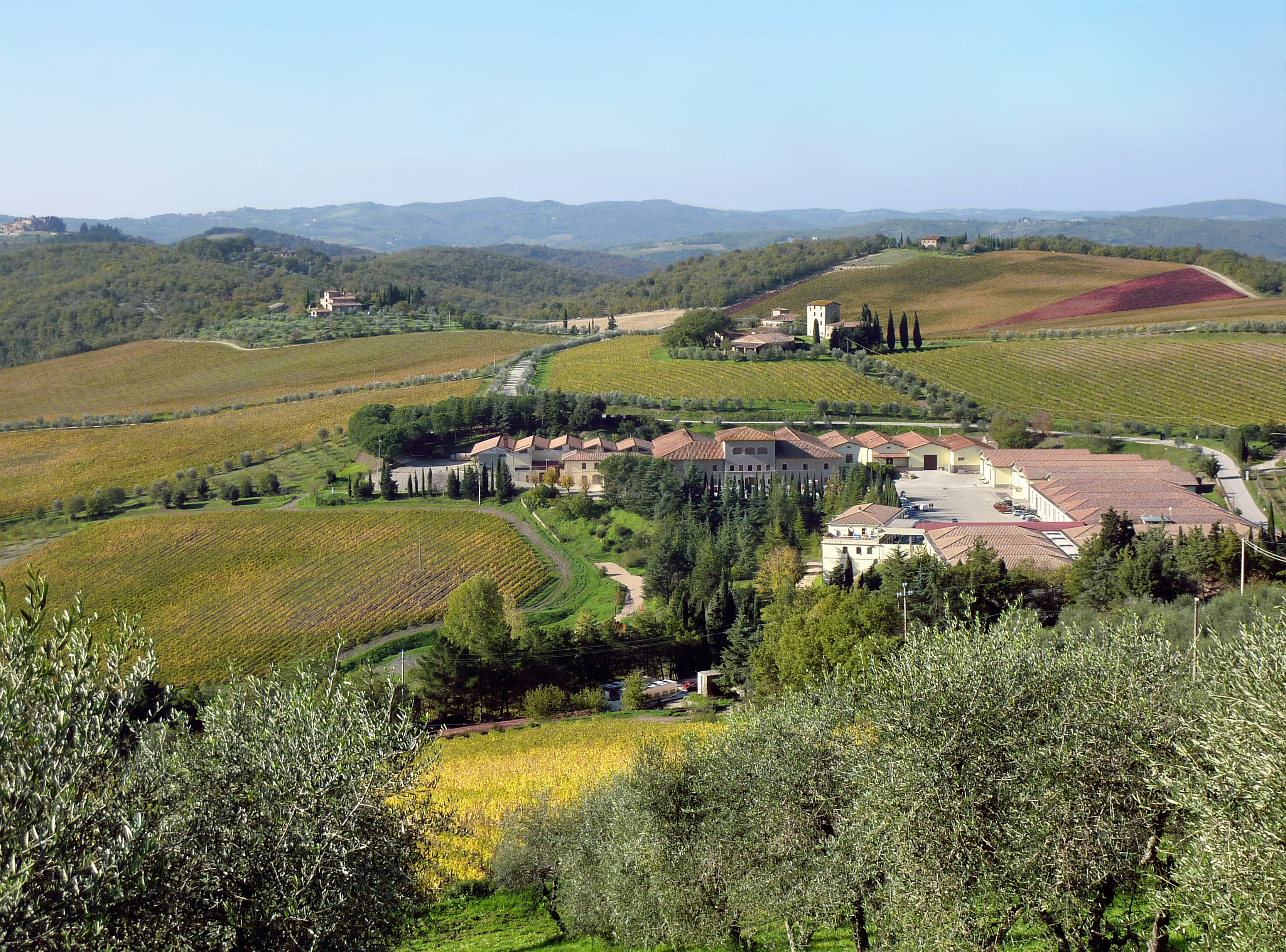
Exploitation viticole à Gaiole in Chianti, région du Chianti.

Plus loin, des viticulteurs étrusques leur font goûter leur vin rouge (le chianti, dont les bouteilles sont souvent présentées dans des fiasques), un « enchiantement », selon Obélix, qui en abuse au point de voir au loin une « tour qui penche ». Ce n'est pas la première allusion de la série à la tour de Pise : dans Astérix chez les Belges, un orateur romain suggérait, lors d'une séance du sénat, de se « pencher » sur le cas de Pisae (nom antique de Pise), alors en pleine crise agricole. Puis, dans L'Anniversaire d'Astérix et Obélix - Le Livre d'or, l'architecte égyptien Numérobis écrit aux Gaulois pour leur donner de ses nouvelles, en leur présentant la dernière idée de son collègue Tourdepis : une tour penchée.
Enfin, les Gaulois traversent une région à la terre ocre, dont la poussière les teint en rouge. Cette substance sert à fabriquer la terre de Sienne, pigment d'un brun rougeâtre longtemps utilisé dans la peinture.

#### Sena Julia (Sienne)

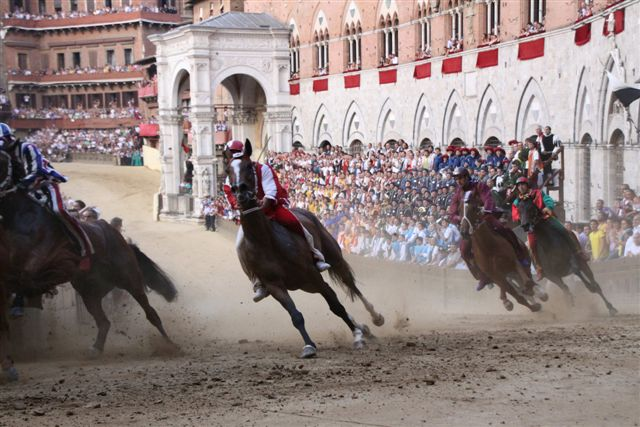
Palio de Sienne (édition juillet 2010).

Sena Julia (Sienne), autre ville de Toscane, possède des rues si labyrinthiques que les coureurs s'y perdent en y cherchant l'auberge relais. Ils tournent en rond sur la future Piazza del Campo (ou Il Campo), en forme de conque (comme une coquille Saint-Jacques), incurvée. Ce qui donne l'idée à un habitant d'y organiser une course, ancêtre de la course du Palio. Cette course de chevaux se tenant deux fois par an en été, attire selon la note en bas de page 20 000 visiteurs chaque année. On apprend aussi que seuls les chars des riverains sont autorisés à se garer dans le centre historique, ce qui est toujours le cas aujourd'hui (bien que les voitures aient remplacé les chars).

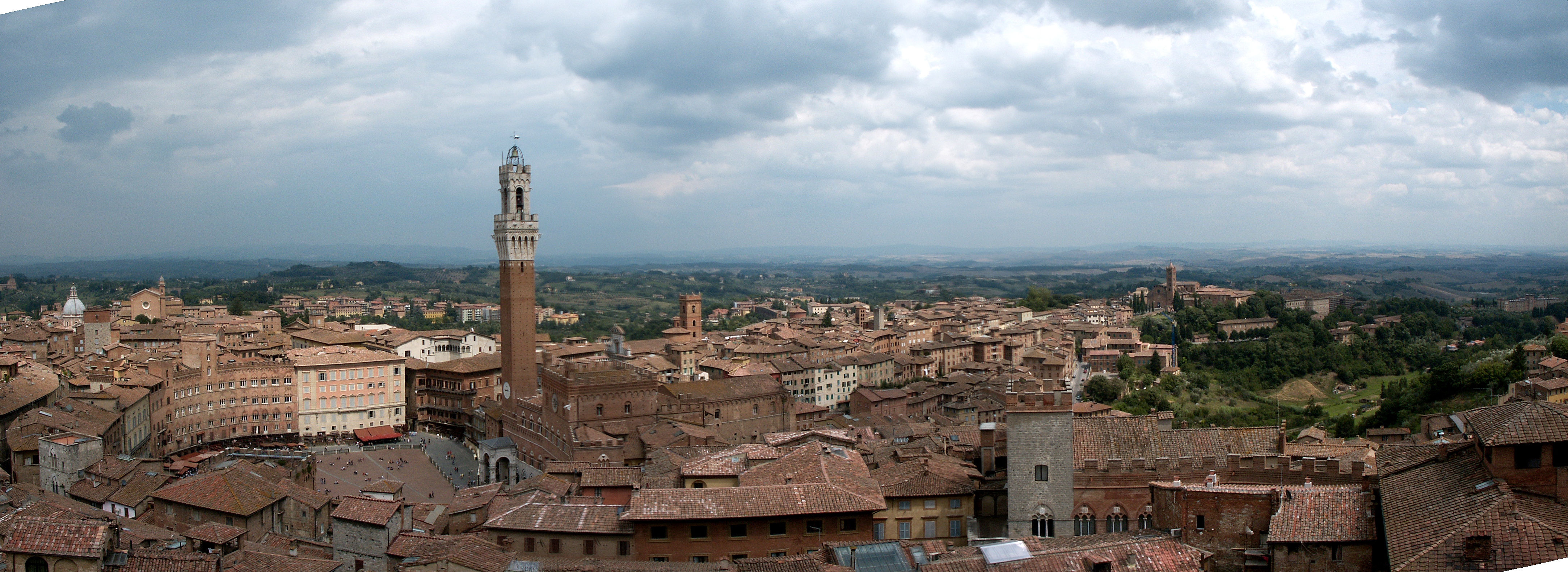
Centre historique de la ville de Sienne. À gauche est visible la Piazza del Campo.

Arrivés à l'auberge, les héros découvrent les spécialités du pays : sanglier ail-romarin (deux condiments très présents en Italie), accompagné de pastae. Cette spécialité venue d'Orient consiste en une pâte découpée en lanières revenues dans de la crème. Il s'agit des actuelles pâtes. Le plat est assaisonné de garum — condiment à base de chair ou de viscères de poisson (voire d'huîtres) fermentés — très prisé à Rome et en Grèce.

#### Tibur (Tivoli)

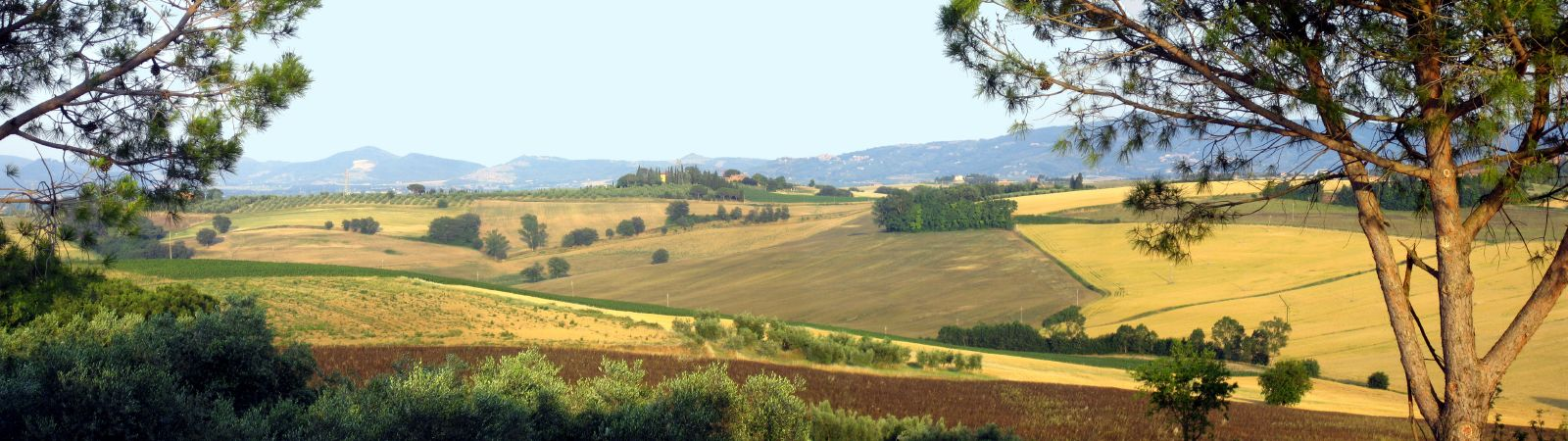
Paysage typique d'Ombrie.

En route pour la prochaine étape, les coureurs passent par l'Ombrie, région devant son nom aux Ombriens, qui occupent le centre de la péninsule. La région est alors sous domination romaine, et les légionnaires contrôlent les chars, prétendument à la recherche de rebelles ombriens. Un de ces « irréductibles », Érasmus, viendra dépanner les Gaulois, grâce à une roue « récupérée » et évoquera son réseau.
L'étape en question est Tibur, dans le Latium, près de Rome, réputée pour ses thermes. Les héros en profitent pour régler leurs comptes avec le sénateur Bifidus, trouvant celui-ci dans sa villa en train de préparer une orgie.
Ils dînent à la terrasse d'un restaurant sous une pergola, au milieu du superbe décor de la campagne romaine, ponctué par deux temples situés sur les monts Tiburtins (chaîne centrale des Apennins) : un périptère (entouré de colonnes sur tous ses côtés) et un tholos (rond, surmonté d'un dôme), respectivement inspirés du temple de la Sibylle (IIe siècle av. J.-C.) et du temple de Vesta (Ier siècle av. J.-C.) de Tibur.
Le restaurant propose une spécialité de Neapolis (Naples), la « pinsa », galette de blé dur qui, au goût d'Obélix, serait meilleure avec une « petite sauce ». Il s'agit de la pizza napolitaine, mais le terme pinsa existait aussi dans l'Antiquité et désigne encore aujourd'hui une spécialité de la ville de Rome. Mais l'introduction de la tomate en Italie ne se fait qu'à la fin du XVIIe siècle), qui permet la recette de la pizza Margherita, créée à Naples.

#### Baie de Néapolis (baie de Naples)
Les concurrents viennent saluer la Campanie en arrivant à la baie de Naples, leur point d'arrivée. La cité, qui porte le nom de Néapolis — « nouvelle ville » en grec, de néa, "nouveau" et polis, "ville" — a été créée par les Grecs vers 500 avant notre ère. Les Gaulois sont témoins d'une énième éruption du Vesuvius mons (le Vésuve), qui éjecte une bombe volcanique qu'Obélix renvoie aussitôt dans son cratère. Grâce à lui, le volcan restera calme plus d'un siècle, jusqu'à l'éruption de 79, qui ensevelira les cités romaines alentour, telles que Herculanum et Pompéi. Cette catastrophe évitée, les concurrents peuvent tranquillement atteindre l'arrivée.

### Garum

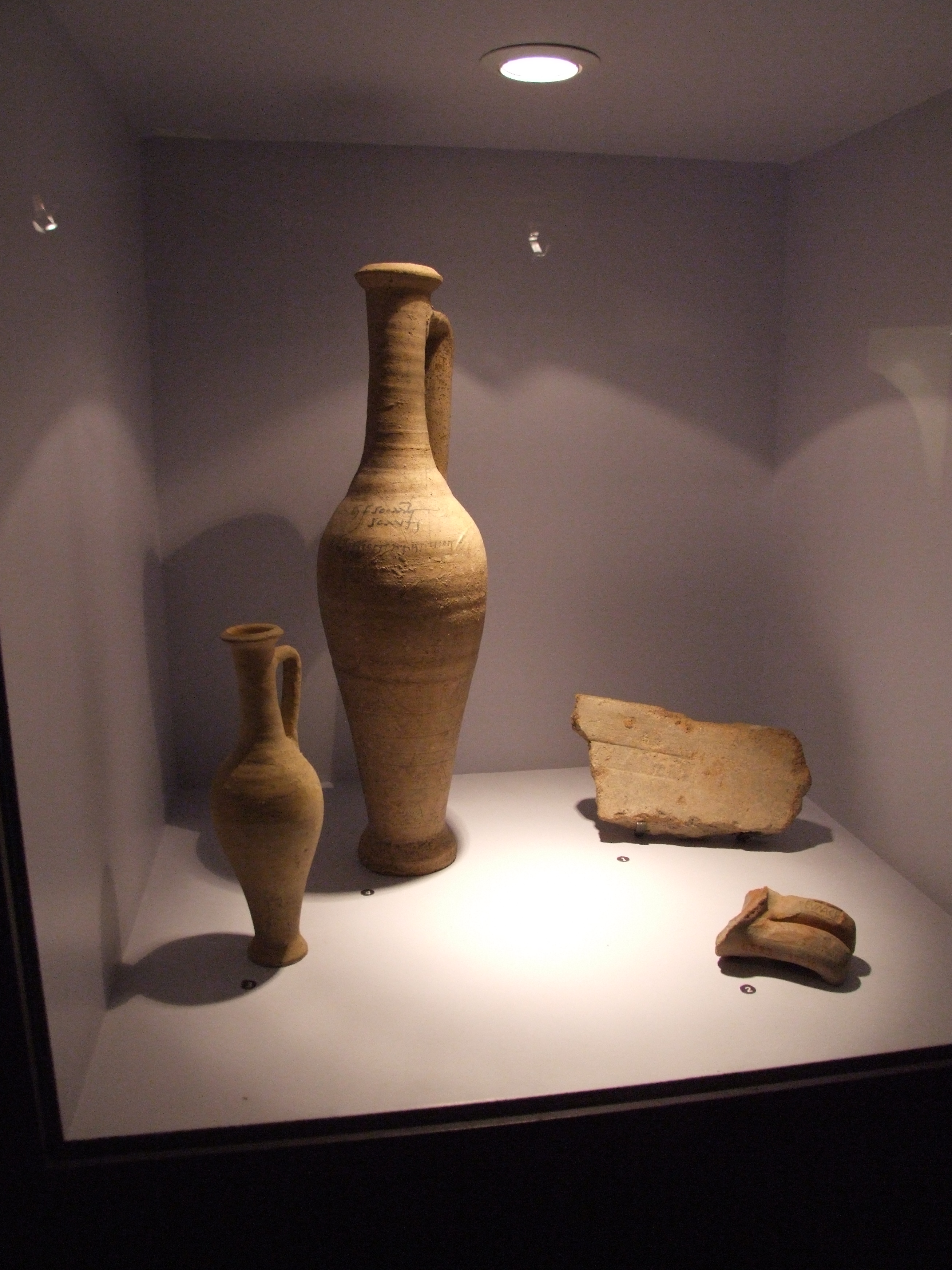
Amphore pour garum.

Le garum, ou liquamen (« jus » en latin) est une sauce, principal condiment utilisé à Rome dès la période étrusque et en Grèce antique (où il est appelé garos). Il est composé de chair ou de viscères de poisson, voire d'huîtres, ayant fermenté longtemps dans une forte quantité de sel, afin d'éviter tout pourrissement. À l'époque romaine, il entre dans la composition de nombreux plats pour son goût fort. Il est similaire au nuoc-mâm actuel.
Dans l'album, la marque de garum, Lupus (« loup », en latin), est un jeu de mots avec « loup-garou ». Le sponsor de la course de chars a pour slogan de son produit : « Garum Lupus, le condiment des champions ».

### Locutions latines
- Auri sacra fames (Exécrable faim de l'or) : phrase prononcée par Coronavirus.
- Quod ? (Quoi ?) : phrase prononcée par Bacillus.
- Sine curis (Pas de soucis) : phrase prononcée par Reflus.

### Analyse politique
Le professeur de droit public à l'Université de Lorraine, Yves Petit, fait un parallèle entre l'album et les luttes d'identité contemporaines entre fédéralistes européens et nationalistes régionaux, César dans l'album symbolisant le défi de maintenir l'unité dans la diversité de peuples cherchant l'indépendance en voulant y maintenir l'unité des peuples italiques, notamment face à des indépendantistes « régionaux » ombriens (qui serait un parallèle avec les indépendantistes catalans). Analyse qu'il affirme être doublement soutenue par les parallèles à faire dans l'album avec les deux descriptions populaires opposées de l'Union européenne, d'une part comme d'un empire comme les Romains, ou, d'autre part, comme une fédération de peuples libres aux particularités régionales comme les Gaulois, ainsi que par le partage du prix à la fin de l'album par les concurrents de différentes régions et la célébration des identités régionales de la péninsule italienne pourtant unie à travers son scénario. Yves Petit souligne également dans l'album le thème des réchauffements climatiques avec la montée des eaux affectant déjà dans l'album la lagune des vénitiens qui se plaignent à Astérix et Obélix que le climat « n'était plus ce qu'il était ».

## Publication
- Édition originale : 45 planches, 48 pages, éditions Albert René, 2017 (DL 10/2017)  (ISBN 978-2-86497-327-0)[9],[10]

- Édition luxe : 128 pages, 260 x 365 mm, couverture cartonnée avec dos toilé, contient l'album en couleur, l'album en crayonnés originaux de Didier Conrad et un dossier de 32 pages permettant de découvrir les coulisses de la création de l'album avec de nombreux dessins et documents de travail inédits signés Jean-Yves Ferri et Didier Conrad, éditions Albert René, 2017 (DL 10/2017)  (ISBN 978-2-86497-328-7)[11]

- Édition ArtBook : 112 pages, 290 x 370 mm, sous fourreau, contient l'album grand format avec dos carré toilé, tranchefile, carton épaisseur 3 mm, de 112 pages imprimées sur papier Munken Print White 150g, comprenant les planches crayonnées et les planches encrées par Didier Conrad, ainsi qu'un cahier graphique de 16 pages avec des dessins inédits, des études de personnages, des extraits de story-board et des esquisses de Jean-Yves Ferri et Didier Conrad, ainsi qu'une pochette contenant 12 ex-libris au format 295 x 375 mm, imprimés sur papier 250g dont 1 ex-libris signé par Jean-Yves Ferri et 1 ex-libris signé par Didier Conrad, tirage limité à 1 400 exemplaires numérotés, éditions Albert René, 2017 (DL 11/2017)  (ISBN 978-2-86497-329-4) [9]

## Accueil

### Accueil critique
L'album reçoit un accueil généralement positif par la critique. Plusieurs critiques voient en l'album une amélioration par rapport aux précédents albums de Jean-Yves Ferri et Didier Conrad,,. L'album dans son ensemble est positivement comparé à d'autres albums de bande dessinée comme Ruée sur l'Oklahoma de la série Lucky Luke, les films épiques hollywoodiens parodiés dans l'album comme Ben-Hur et La Course à la mort de l'an 2000, ou encore les séries animées Satanas et Diabolo, et Les fous du volant. Olivier Delcroix pour Le Figaro le décrit comme « une vraie réussite du genre », soulignant son humour et son énergie. Quentin Girard pour Libération le décrit comme « le meilleur album de la série depuis Le Grand Fossé d'Uderzo » de 1980.
Les illustrations de Didier Conrad pour la bande dessinée divisent en revanche la critique. Frédéric Potet, pour Le Monde, juge les illustrations une grande amélioration par rapport à ses précédents albums, appréciant comment l'illustrateur parvient désormais à intégrer sans problème les designs des nouveaux personnages conçus pour l'album, beaucoup plus expressifs à ceux précédant sa contribution (soulignant particulièrement les designs des chevaux, lui rappelant ceux de Morris), ainsi qu'à créer des scènes pleine de jubilation comme celles de carambolages ou référençant La Mauvaise Tête par Franquin. Arnaud Gonzague pour Le Nouvel Obs juge également les illustrations comme conservant la lisibilité et l'énergie toutes deux caractéristique d'Uderzo. Si Didier Pasamonik pour ActuaBD critique ce qu'il considère comme les difficultés du dessinateur à rester lisible et à dessiner correctement des détails des personnages comme les proportions d'Obélix et les pupilles d'Astérix contrairement à Uderzo, il applaudit en revanche comment Conrad fait transparaître son plaisir dans les dessins des physionomies, des détails, des architectures et à « faire l'équilibriste entre un certain réalisme dans les décors et le grotesque des personnages », se libérant définitivement de l'influence d'Uderzo pour être du « pur Conrad ». En revanche, Erwan Lafleuriel pour IGN France critique la qualité des caricatures, trouvant plus difficilement reconnaissable les personnalités publiques dont les traits sont donnés aux personnages par rapport à celles d'Uderzo, bien que considérant autrement comme « presque un sans faute » la qualité du dessin de Conrad. Libération critique également la qualité de la colorisation, trouvant que celle-ci n'« aura jamais le charme de l'ancien ».

### Accueil du public
L'opus a bénéficié d'un tirage de 5 millions d'unités dans le monde (dont 1,7 dans les pays germanophones et 2 dans les pays francophones,,). En 4 jours d'exploitation, 520 000 titres sont écoulés en France, d'après Edistat pour la version standard, qui atteint la pôle position du classement hebdomadaire des meilleures ventes de BD et de livres dans le pays,. La version de luxe a été éditée à 10 000 unités et se classe quinzième. La semaine suivante, la première version comptabilise en tout plus de 800 000 unités et reste en tête du Top 15 BD et du Top 20 Livres, selon le site BDzoom et GFK. L'album domine les meilleures ventes en France en 2017 avec près de 1,6 million d'exemplaires vendus.

## Postérité
Le personnage de Coronavirus revint dans l'actualité de manière humoristique par son nom et son port de masque durant la pandémie de Covid-19, causée par un coronavirus, certains disant que l'album avait prédit l'avenir,.